# Ruptura (okręg Mehedinți)
Ruptura – wieś w Rumunii, w okręgu Mehedinți, w gminie Voloiac. W 2011 roku liczyła 58 mieszkańców.